# Masacre de la plaza de Mayo del 20 de diciembre de 2001
La masacre de Plaza de Mayo del 20 de diciembre de 2001 fue una represión policial desatada sobre manifestantes en la Plaza de Mayo de Buenos Aires (Argentina) y sus alrededores sucedida el 20 de diciembre de 2001.
En la misma fueron asesinadas 5 personas (Carlos Almirón, Gustavo Ariel Benedetto, Diego Lamagna, Alberto Márquez y Gastón Marcelo Riva), se intentó asesinar a otras cuatro (Marcelo Dorado, Martín Galli, Sergio Rubén Sanchéz y Paula Simonetti) y sufrieron lesiones otras 227. Los hechos se produjeron bajo la presidencia de Fernando de la Rúa en el contexto de la crisis de diciembre de 2001 en Argentina, una pueblada generalizada en todo el país, durante la cual fueron asesinadas 39 personas, entre ellas siete niños de entre trece y dieciocho años.
Por los hechos, con distintos grados de responsabilidad, la justicia condenó a diecisiete personas, entre ellas los siguientes funcionarios y policías: Enrique Mathov, Rubén Santos, Raúl Andreozzi, Norberto Gaudiero, Carlos José López, Roberto Juárez, Gonzalo Firpo Castro, Víctor Belloni, Omar Bellante y Eugenio Figueroa.
El periodista Alberto Amato de la redacción del diario Clarín, un mes después a la masacre, se refirió a la misma con estas palabras:

La masacre de la Plaza de Mayo… ensangrentó la ciudad con una violencia y una sinrazón que reconoce como único antecedente el terrible bombardeo de la aviación naval de junio de 1955, tres meses antes del derrocamiento de Juan Perón… Entre otras respuestas que debe dar la investigación judicial figuran las que intentan saber si hubo un momento, y por lo tanto una orden, de que la represión a los manifestantes se llevara a cabo a balazos. Y quién dio esa orden. ¿Quiénes fueron los civiles que dispararon contra los manifestantes amparados por policías uniformados? ¿A quiénes pertenecen los autos desde los que se disparó a mansalva contra la gente y que un jefe policial definió con un eufemismo que sería simpático si no encerrara una tragedia: “autos civiles de uso policial…”? ¿Cómo fue que, si la decisión del entonces gobierno fue la de impedir una hipotética “toma por asalto” de la Casa de Gobierno, los muertos cayeron a varias cuadras de la sede del poder? ¿Actuó el 20 de diciembre algún tipo de “escuadrón de la muerte”? Si la Justicia logra responder estos y otros interrogantes, dilucidará otro que no está formulado más que en forma tácita: cuál es la voluntad política de investigar una matanza casi sin precedentes en la ya de por sí violenta historia contemporánea de la Argentina.
Alberto Amato (Clarín)

Quince años después, la periodista Sol Garnica, redactora de El Destape, contó que los funcionarios del Poder Judicial se referían al juicio por la Masacre de Plaza de Mayo como "el juicio olvidado".

## Antecedentes y contexto
El 3 de diciembre de 2001 el entonces Presidente de la Nación Fernando de la Rúa, por recomendación del ministro de Economía Domingo Cavallo, dispuso una restricción general para retirar fondos de los bancos que se conoció como corralito. La medida generó protestas y condicionó severamente la posibilidad de tener ingresos económicos para las personas que trabajaban en el sector informal, que en ese momento superaba el 50 % de la población económicamente activa.
El 19 de diciembre de 2001 el presidente De la Rúa dictó el Decreto 1678/2001 declarando el estado de sitio en todo el país. La norma lleva también las firmas de entonces Jefe de Gabinete Chrystian Colombo y el ministro del Interior Ramón Mestre -este último fallecería en 2003-. La medida se tomó como consecuencia de los levantamientos populares, saqueos y cortes de rutas que se venían produciendo desde varios días antes y que recrudecieron ese día.

## Los hechos
Inmediatamente después de un mensaje del presidente De la Rúa en la noche del 19 de diciembre en el que comunicó la declaración del estado de sitio a través de la cadena nacional de televisión, se desató una protesta haciendo sonar cacerolas en todas partes del país y una multitud se concentró en la Plaza de Mayo, frente a la Casa de gobierno.
A la mañana del día jueves 20 de diciembre el Poder Ejecutivo dio la orden de desalojar la Plaza de Mayo -el acusado exsecretario de Seguridad Enrique Mathov sostuvo que la orden era de "restablecer el perímetro de seguridad"-, que dio paso a una represión policial que concluyó con cinco muertes, 227 heridos, y más de 300 detenidos en las áreas aledañas a la plaza.
Las cinco personas asesinadas fueron Carlos Almirón, Gustavo Ariel Benedetto, Diego Lamagna, Alberto Márquez y Gastón Marcelo Riva. Otras cuatro sufrieron tentativas frustradas de asesinato: Paula Simonetti, Martín Galli, Marcelo Dorado y Sergio Rubén Sanchéz. Cientos de personas resultaron lesionadas y padecieron abusos de autoridad y vejaciones. El caso de Jorge Cárdenas, herido gravemente ese día en las escalinatas del Congreso de la Nación, ha dado lugar a debates ya que como murió meses después a causa de un ACV, la justicia consideró que no había relación con la represión sufrida.
Entre las víctimas se encuentran las integrantes de Madres de Plaza de Mayo que ese día estaban haciendo la ronda histórica que realizan cada jueves desde 1977. Las Madres de Plaza de Mayo fueron agredidas usando caballos y golpes con bastones, causando lesiones a varias personas que participaban en la ronda. El último de los testimonios en el juicio contra los acusados de la masacre, fue precisamente el de la titular de Madres Hebe de Bonafini.

### Las víctimas de asesinato
Carlos “Petete” Almirón tenía 23 años, era militante de la organización piquetera Movimiento 29 de Mayo de Monte Chingolo y de la Correpi, estudiante universitario de Sociología y obrero, residente en Lomas de Zamora. Recibió un balazo en la cabeza a las 15:30, en la esquina de la calle Bernardo de Irigoyen y la Avenida 9 de Julio, desde una descarga de la policía, luego de arrojar bombas lacrimógenas. Murió a las 23:30 en el Hospital Argerich. Tanto el Centro de Estudiantes del Colegio Francisco Ramírez al que había concurrido, como la Coordinadora Antirepresiva a la que pertenecía, tomaron su nombre para homenajearlo.
Gustavo Benedetto tenía 23 años, vivía en La Tablada y era empleado de un supermercado que había sido saqueado, razón por la cual fue a protestar. Fue asesinado con un balazo en la cabeza en la esquina de la Avenida de Mayo y Chacabuco, frente a la sede del banco HSBC, en medio de una descarga de más de sesenta balazos realizada por policías y personas armadas de civil desde adentro del banco. Los hechos fueron registrados por múltiples cámaras, aunque el jefe de seguridad Jorge Varando que disparó desde el interior del banco, fue sobreseído debido a un polémico fallo de la Corte Suprema que tuvo el voto en disidencia de tres de sus miembros. Varando fue de todos modos juzgado por el delito de abuso de arma de fuego, debido a que reconoció haber disparado desde el interior del banco, pero fue absuelto por el Tribunal Oral Federal n.º 6 debido a la prescripción (vencimiento del plazo) de la acción penal.
Diego Lamagna era un joven deportista de 27 años que realizaba acrobacias en bicicleta. Vivía en Sarandí y llegó al centro de Buenos Aires poco antes de las 16:30, hora en la que fue asesinado en la esquina de las calles Bernardo de Irigoyen e Hipólito Yrigoyen. En 2014 la municipalidad de Avellaneda homenajeó a Diego Lamagna poniéndole su nombre a una pista para bikers en Wilde.
Alberto Márquez tenía 57 años, fue baleado por la espalda en la esquina de la calle Sarmiento y la Avenida 9 de Julio, al proteger a su esposa Marta Pinedo cuando la policía empezó a disparar, salvándole la vida. Murió tres horas después en la ambulancia. El asesinato quedó registrado por un periodista amateur que filmó los hechos para el periódico digital El Ojo Obrero. Héctor "el Toba" García relató los hechos del siguiente modo:

Bajaron con armas largas y cortas, se abrieron en abanico, apuntaron, yo grité y me tiré al suelo. Paula Simonetti estaba por ahí, le dieron en el pulmón, dos balas pegaron en su grabador, que desapareció. Ella quedó muy muy mal y hoy está viviendo en España. a pocos metros del Obelisco había otros: un chico baleado, no recuerdo el apellido pero él se suicidó y otros heridos leves. Cuando yo me levanto lo veo a Márquez con Marta, su mujer, sosteniéndole la cabeza pidiendo ayuda y a la izquierda lo veo a Martín. A Martín (Galli, uno de los heridos) la bala lo dio vuelta, lo tiró y quedó en cruz. Era Jesucristo: barbudo, pelo largo con rastas y, crucificado. En ese momento tuve que tomar una decisión sin pensar, instintiva, de a quién podía ayudar. Y es una cosa generacional si querés: un pibe que tiene toda la vida por delante y Márquez, una persona grande que estaba con Marta, su señora.
Testimonio de Héctor García

En el lugar en que fue asesinado Alberto Márquez fue colocada una placa y un poema como memorial, que fue quitada por el Gobierno de la Ciudad de Buenos Aires.
Gastón Riva tenía 31 años, estaba casado y tenía tres hijos. Trabajaba como mensajero en moto. Fue baleado por la policía en su propia moto, cerca de las 16:30, en la esquina de Avenida de Mayo y Tacuarí, para morir poco después en el Hospital Argerich:

A los cincuenta metros, un grupo de cuatro policías empezó a disparar. Riva se encorvó y cayó. Me muero... me muero... dijo. Le levanté la remera y vi la herida de bala en el lado izquierdo del pecho. No tenía orificio de salida.
Testimonio de Daniel Guggini

## Proceso judicial

### Investigación
En la causa abierta para investigar los asesinatos y demás delitos, fueron procesadas definitivamente (semiplena prueba de culpabilidad) diecisiete personas, todas ellas llevadas a juicio:
1. Enrique Mathov, en ese momento Secretario de Seguridad Nacional: autor intelectual.
2. Rubén Santos, en ese momento jefe de la Policía Federal: autor intelectual
3. Norberto Edgardo Gaudiero, en ese momento director general de Operaciones de la Policía Federal: autor intelectual
4. Raúl Andreozzi, en ese momento jefe de la Superintendencia Metropolitana de la Policía Federal: autor intelectual
5. Orlando Oliverio, agente de la Policía Federal: autor material de homicidio y otros delitos.
6. Carlos López, agente de la Policía Federal: autor material de homicidio y otros delitos.
7. Eugenio Figueroa, agente de la Policía Federal: autor material de homicidio y otros delitos.
8. Roberto E. Juárez, agente de la Policía Federal: autor material de homicidio y otros delitos.
9. Sebastián Saporiti, agente de la Policía Federal: autor material de homicidio y otros delitos.
10. Horacio Berardi, agente de la Policía Federal: autor material de homicidio y otros delitos.
11. Mario Seia, agente de la Policía Federal: autor material de homicidio y otros delitos.
12. Norberto Sabbino, agente de la Policía Federal: autor material de homicidio y otros delitos.
13. Ariel Firpo Castro, agente de la Policía Federal: autor material de homicidio y otros delitos.
14. Víctor Belloni, agente de la Policía Federal: autor material de dos tentativas de homicidio.
15. Jorge Daniel Toma, agente de la Policía Federal: autor material del delito de vejaciones.
16. Carlos Alberto Loforte, agente de la Policía Federal: autor material del delito de vejaciones.
17. Jorge Varando, jefe de seguridad del banco HSBC, fue procesado inicialmente como autor del asesinato de Gustavo Benedetto, delito del que luego fue desprocesado en un polémico fallo dividido de la Corte Suprema. Debido a que el propio Varando reconoció que había disparado su arma, el juez de la causa lo procesó por el delito de abuso de arma de fuego, elevando su caso a juicio en 2007.[25] Varando también se encontraba acusado de homicidio durante el copamiento del cuartel de La Tablada en 1989, juicio que finalizó en 2019 siendo condenado a cadena perpetua.[30]

- Fernando de la Rúa, presidente de la Nación en ese momento. Fue acusado por homicidio por la fiscalía y las partes querellantes, pero fue finalmente sobreseído por la justicia argentina,[31] lo que llevó al Centro de Estudios Legales y Sociales a denunciar por impunidad al Estado argentino ante la Corte Interamericana de Derechos Humanos, donde solicitó el juzgamiento de De la Rúa.[32]

### Juicio contra Jorge Varando
En 2007 el Tribunal Oral Federal n.º 6 juzgó al militar Jorge Varando por el delito de abuso de arma de fuego, en el caso del homicidio de Gustavo Benedetto. Varando se desempeñaba el 20 de diciembre de 2001 como jefe de seguridad del banco HSBC y dirigió la balacera que provino del banco y terminó con la vida de Gustavo Benedetto. El tribunal dispuso la absolución del acusado debido a la prescripción de la acción penal, es decir que había pasado el tiempo máximo que las leyes establecen para ser juzgado por ese delito.
Varando también se encontraba acusado de homicidio durante el copamiento del cuartel de La Tablada en 1989, juicio que se realizó en 2019, resultando condenado a cadena perpetua.

### Juicio contra 16 acusados
Los acusados por la masacre de Plaza de Mayo comenzaron a ser juzgados el 24 de febrero de 2014 por el Tribunal Oral Federal n.º 6 de la Capital Federal (TOF 6). En el mismo se encuentran acusadas diecisiete personas, entre las que se incluyen cuatro altos funcionarios del gobierno nacional en ese momento como autores intelectuales: Enrique Mathov -exsecretario de Seguridad Nacional-, Rubén Santos -exjefe de la Policía Federal, Norberto Edgardo Gaudiero -ex director general de Operaciones de la Policía Federal- y Raúl Andreozzi -exjefe de la Superintendencia Metropolitana de la Policía Federal.
Los delitos que se juzgan son cinco homicidios (Diego Lamagna, Gastón Marcelo Riva, Carlos Almirón, Alberto Márquez y Gustavo Ariel Benedetto), cuatro tentativas de homicidio (Paula Simonetti, Martín Galli, Marcelo Dorado y Sergio Rubén Sanchéz), lesiones, abuso de autoridad y vejaciones.
Durante el mismo declararon más de 200 testigos. En octubre de 2015 se clausuró la etapa de prueba y en noviembre comenzaron los alegatos. El 22 de mayo de 2016 el tribunal dictó el fallo:
1. Enrique Mathov: culpable. Condenado a la pena de 4 años y 9 meses de prisión.
2. Rubén Santos: culpable. Condenado a la pena de 4 años de prisión
3. Raúl Andreozzi: culpable. Condenado a la pena de 3 años y seis meses de prisión.
4. Norberto Gaudiero: culpable. Condenado a la pena de 3 años de prisión.
5. Carlos José López: culpable. Condenado a la pena de 6 años de prisión.
6. Roberto Juárez: culpable. Condenado a la pena de 4 años de prisión.
7. Gonzalo Firpo Castro: culpable. Condenado a la pena de 3 años de prisión en suspenso.
8. Víctor Belloni:culpable. Condenado a la pena de 3 años de prisión en suspenso.
9. Omar Bellante: culpable. Condenado a la pena de 3 años de prisión en suspenso.
10. Eugenio Figueroa: Condenado a la pena de 4 años de prisión
11. Mario Seia: absuelto.
12. Norberto Sabbino: absuelto.
13. Sebastián Saporiti: absuelto.
14. Horacio Berardi: absuelto.
15. Orlando Oliverio: absuelto.
16. Jorge Daniel Toma: sobreseído.
17. Carlos Alberto Loforte: sobreseído.

### Críticas
Lucía de la Vega -una de las abogadas del CELS que representa a una de las querellas-, cuestionó la demora de trece años en iniciar el juicio:

Con el paso del tiempo, con la dilación, jugaron siempre. Lo hicieron al comienzo del juicio, con recusaciones, pedidos de nulidad, pero también en la instrucción. Buscan descontextualizar para reescribir una versión histórica adulterada de lo ocurrido en diciembre de 2001.
Lucía de la Vega

Por su parte Arena reconoció especialmente la valentía de los testigos y cuestionó la escasa repercusión del juicio: 

Se jugaron por dar su testimonio a pesar de que siempre fueron tiempos difíciles, porque la policía lo es ahora y lo será siempre... Estamos muy solos. Este es un juicio silenciado, toda nuestra lucha ha sido silenciada. Es como si hubiera una intención de no difundir ni acompañar lo que sucede con este juicio, y suponemos que es porque pone en jaque a toda la clase política a futuro.
María Arena (viuda de Gastón Riva)

La periodista Sol Garnica relató en una crónica que los funcionarios del Poder Judicial se referían al juicio por la Masacre de Plaza de Mayo como "el juicio olvidado".